# Zarza de Montánchez (kommunhuvudort)
Zarza de Montánchez är en kommunhuvudort i Spanien.   Den ligger i provinsen Provincia de Cáceres och regionen Extremadura, i den centrala delen av landet, 240 km sydväst om huvudstaden Madrid. Zarza de Montánchez ligger 450 meter över havet och antalet invånare är 608.
Terrängen runt Zarza de Montánchez är kuperad söderut, men norrut är den platt. Terrängen runt Zarza de Montánchez sluttar österut. Runt Zarza de Montánchez är det glesbefolkat, med 8 invånare per kvadratkilometer. Närmaste större samhälle är Miajadas, 15,9 km sydost om Zarza de Montánchez. Omgivningarna runt Zarza de Montánchez är huvudsakligen savann.